# Eptesicus pachyotis
Eptesicus pachyotis es una especie de murciélago de la familia Vespertilionidae.

## Distribución geográfica
Se encuentra en China (Tíbet), al norte de Tailandia, al norte de Birmania, al oeste de la India y Bangladés.